# The Potato Association of America

The Potato Association of America (PAA), l'association américaine de la pomme de terre, est une association professionnelle, sans but lucratif, fondée aux États-Unis en 1913 pour promouvoir toutes les activités liées à la pomme de terre en Amérique, depuis la recherche jusqu'à l'utilisation en passant par la production et le développement. Elle regroupe des membres venant principalement des États-Unis, mais aussi  du Canada, du Mexique et d'Amérique latine
Elle est organisée en sept sections dédiées respectivement à la sélection et la génétique, à la certification, à l'extension, à la protection des plantes, à la physiologie, à la production et la gestion, et à l'utilisation et au marketing.
Son siège se situe à l'université du Maine à Orono (Maine).
La Potato Association of America publie une revue scientifique intitulée American Journal Potato Research (AJPR, qui s'appelait American Potato Journal jusqu'en 1996), qui publie des rapports de recherche fondamentale et appliquée sur la pomme de terre (Solanum spp.), portant aussi bien sur des recherches scientifiques originales que sur des communications concises sur des résultats intermédiaires. 